# هنريك غوستافسن
هنريك غوستافسن (بالنرويجية البوكمول: Henrik Gustavsen)‏ هو لاعب كرة قدم نرويجي، ولد في 8 أبريل 1992 في تونسبرغ في النرويج. شارك مع منتخب النرويج تحت 18 سنة لكرة القدم. أما مع النوادي، فقد لعب مع نادي ساندفيورد.

## وصلات خارجية
- هنريك غوستافسن على موقع قاعدة بيانات كرة القدم.إي يو (الإنجليزية)
- هنريك غوستافسن على موقع Soccerway.com (الإنجليزية)